# Michael Botmang
Michael Botmang (ur. 1 stycznia 1938 w Zawan, zm. 18 stycznia 2014 w Zawan, Plateau) – polityk nigeryjski, gubernator stanu Plateau.
Kształcił się w Kafanchan. W latach 1958–1963 pracował jako nauczyciel w Jos, potem był handlowcem. Przeszedł na emeryturę w 1989. W kolejnych latach pełnił funkcje w administracji państwowej, w latach 1999–2007 był wicegubernatorem stanu Plateau u boku J. Dariye. W listopadzie 2006 przejął obowiązki gubernatora po odsunięciu Dariye przez zgromadzenie stanowe, ale w kwietniu 2007 Sąd Najwyższy anulował procedurę impeachmentu, przywracając Dariye na stanowisko gubernatora.
Botmang był żonaty (żona Lydia), miał dzieci, m.in. syna Dadunga. Zmarł 18 stycznia 2014 po chorobie nerek.